# Alexander Greiner
Alexander Greiner (* 1972 in Weißwasser) ist ein deutscher Fernsehjournalist und war zeitweise als Moderator beim Rundfunk Berlin-Brandenburg tätig.

## Leben
Alexander Greiner wurde in Weißwasser geboren. Nach dem Abitur arbeitete er als freier Journalist, Autor und Redakteur für verschiedene Sender. 2002 kam Greiner zum damaligen Ostdeutschen Rundfunk Brandenburg, wo er zunächst im Regionalstudio Frankfurt (Oder) tätig war. Später wechselte Greiner in das RBB-Studio nach Potsdam. Dort war er für die Nachrichtensendung Brandenburg aktuell sowie das Heimatjournal und die Sendung Theodor tätig. Zwischenzeitlich wechselte Greiner für eine längere Zeit zum Mitteldeutschen Rundfunk. Dort arbeitete er für die Sendungen MDR aktuell und ARD-aktuell sowie für das Boulevardmagazin Brisant.
Im Jahr 2017 wechselte Greiner zum RBB zurück. Von 2017 bis 2019 gehörte er zum Moderatorenteam der Sendung zibb – Zuhause in Berlin & Brandenburg.